# Каульбарс Олександр Васильович
Барон Олександр Васильович Каульбарс (нім. Alexander Wilhelm Andreas von Kaulbars; нар. 14 травня 1844, маєток Меддерс, Везенбергський повіт, Естляндська губернія, Російська імперія — пом. 25 січня 1925, Франція) — військовий діяч Російської імперії німецько-естонського походження, вчений-географ, генерал від кавалерії (з 1901 року), член Військової ради (з 1909 року). Військовий міністр Князівства Болгарія (1882—1883).

## Життєпис
Учасник походу в Кульджу 1871 року, Хівінського походу 1873 року, Російсько-турецької війни 1877—1878 років, Військових дій в Китаї 1900—1901 років, Російсько-японської війни, Першої світової війни та Громадянської війни на стороні Білої армії. Нагороджений Георгіївською зброєю.
Один з організаторів російської авіації. Керівник Кашгарськой експедиції (1872 рік). Дослідник Китаю, Тянь-Шаню і Аму-Дар'ї. Автор робіт «Тянь-Шань», «Пониззя Аму-Дар'ї» та інших. Дійсний член  Російського географічного товариства (з 13 грудня 1872 року).

## Наукові праці
- (рос.)Записка капитана барона Каульбарса о Кульдже. Центральный государственный исторический архив Республики Узбекистан (ЦГАРУ), ф. 715, оп. 1. д. 46, л. 78 — 91.
- (рос.)Поездка в Кульджу. Туркестанские Ведомости (ТВ), 1871, № 12.
- (рос.)Краткие сведения о двух поездках, совершенных капитаном Генерального штаба бароном Каульбарсом в западную часть Тянь-Шаня и в Мусартский проход. ИИРГО, 1871, т. VII, ып. 4, с. 173—178.
- (рос.)Посольство в Кашгар (Джитышар) в 1872 году. ТВ, 1872, № 22, 25.
- (рос.)Из Кашгара. ТВ, 1872, № 28.
- (рос.)г. Чимбай в дельте Аму-Дарьи. ТВ, 1872, № 48.
- (рос.)Колесный путь через Тянь-Шань. Русский Инвалид (РИ), 1873, № 45.
- (рос.)Заметки о Кульджинском крае. Материалы для статистики Туркестанского края, вып. II. СПб., *1873, с. 115—150.
- (рос.)Материалы по географии Тянь-Шаня, собранные во время путешествия 1869 г. членом-учредителем Средне-Азиатского общества бароном А. В. Каульбарсом. Записки ИРГО,1875, т. V, с. 253—539.
- (рос.)Занятия разведывательною службою в 8-й кавалерийской дивизии. Русский Инвалид, 1876, № 123.
- (рос.)По вопросам, касающимся кавалерии. Военный Сборник, 1879, № 3.
- (рос.)Полевая поездка офицеров 14-й и 6-й кавалерийских дивизий в Варшавском военном округе. Б. м., 1880.
- (рос.)Низовья Аму-Дарьи, описанные по собственным исследованиям в 1873 г. Записки ИРГО, 1881, т. IX.
- (рос.)Древнейшие русла Аму-Дарьи. СПб., 1887.
- (рос.)Передовые эскадроны. Приемы разведывания конницы. СПб., 1888, 2-е изд., 1900
- (рос.)Конница. Мысли и работа. СПб., 1903.